# GAREC
Die GAREC (Global Amateur Radio Emergency Communications Conference) ist eine Konferenz der International Amateur Radio Union, auf der Fragen des Notfunks koordiniert werden.
Die GAREC fand in den Jahren 2005 bis 2014 jährlich statt:
| Jahr       | Ort                    | Datum                           | Bemerkungen |
| ---------- | ---------------------- | ------------------------------- | --- |
| GAREC-2005 | Tampere                | 13.–14. Juni                    | |
| GAREC-2006 | Tampere                | 19.–20. Juni                    | abgehalten im Rahmen der International Conference on Emergency Communications, ICEC-2006, welche den Status des Übereinkommen von Tampere diskutierte |
| GAREC-2007 | Huntsville, Alabama    | 16.–17. August                  | abgehalten im Rahmen des Jahreskongresses der American Radio Relay League                                                                             |
| GAREC-2008 | Friedrichshafen        | 26.–27. Juni                    | abgehalten im Rahmen der 33. Messe Ham Radio |
| GAREC-2009 | Tokio                  | 24.–25. August                  | abgehalten im Rahmen der Amateurfunkmesse der Japan Amateur Radio League                                                                              |
| GAREC-2010 | Willemstad, Curaçao    | 11.–12. Oktober                 | |
| GAREC-2011 | Sun City (Südafrika)   | 15.–19. August                  | abgehalten im Rahmen der Konferenz der IARU Region 1                                                                                                  |
| GAREC-2012 | Port Dickson, Malaysia | 11.–15. November                | abgehalten im Anschluss an die Konferenz der IARU Region 3                                                                                            |
| GAREC-2013 | Zürich                 | 25.–28. Juni                    | abgehalten unmittelbar vor der Messe Ham Radio, Friedrichshafen                                                                                       |
| GAREC-2014 | Huntsville, Alabama    | 14.–15. August                  | abgehalten unmittelbar vor dem Huntsville Hamfest |
| GAREC-2015 | Tampere, Finnland      | Abgesagt (Geplant: 23–24. Juni) | |